# Sulian Matienzo
Sulian Matienzo (ur. 14 grudnia 1994 na Kubie) – kubańska siatkarka, występująca na pozycji przyjmującej.

## Sukcesy klubowe
Puchar Czech:
- 2016

Liga czeska:
- 2016, 2017

Liga peruwiańska:
- 2018

Liga hiszpańska:
- 2021
- 2022[2]

## Sukcesy reprezentacyjne
Mistrzostwa Ameryki Północnej, Środkowej i Karaibów Juniorek:
- 2010

Puchar Panamerykański Juniorek:
- 2011

Puchar Panamerykański:
- 2012

Puchar Panamerykański U-23:
- 2014

Igrzyska Ameryki Środkowej i Karaibów:
- 2014

## Nagrody indywidualne
- 2012: Najlepsza atakująca Mistrzostw Ameryki Północnej, Środkowej i Karaibów Juniorek